# 特斯拉Model Y
特斯拉Model Y（英語：Tesla Model Y）是特斯拉于2019年3月推出的一款紧凑型电动跨界休旅车（CUV）。2020年1月開始在費利蒙的特斯拉工廠组装，并于3月13日开始交付。
Model Y能提供可容纳七名乘客的三排座位車輛。
2021年1月，Model Y在美国国家公路交通安全管理局的碰撞测试中获得五星安全评级，在正面碰撞、侧面碰撞和翻车情况三个测试中，均获得了五星安全评级。
2023年，特斯拉交付了120萬輛Model Y，超越豐田卡羅拉，成為當年全球最暢銷的汽車，也是第一款獲得這項頭銜的電動車。

## 历史
2013年，特斯拉公司申请了“Model Y”的商标。
Model Y原定于2018年公布，但Model 3的生产问题导致Model Y被推迟到2019年才公布。
2019年3月14日，特斯拉公司的行政總裁埃隆·马斯克在特斯拉位于加利福尼亚州霍桑的设计工作室举行的一場活动中首次展示了Model Y，并宣布了該車型的规格。与会者還參與了多种Model Y的试驾。
特斯拉在2019年10月23日的當年第三季度收益报告中指出，Model Y可在2020年夏季投入生產。
2020年6月5日，特斯拉针对中国市场推出了Model Y在线设计工作室，允许中国客户订购即将推出的中国制造Model Y。 该車型于 2021 年 1 月 18 日首次交付。
特斯拉官網在2022年9月23日在開放台灣消費者訂購由德國柏林超級工廠生產的Tesla Model Y，台灣Model Y分為兩種車型，入門款的Long Range以及高階款的Performance，並於同年12月5日首批交車。
特斯拉於2023年10月在美國市場推出Model Y Standard Range RWD（后轮驱动）車型，是Model Y中最便宜的。 不過，這款入門車型並沒有延續多久就被Long Range RWD（長續航後驅）取代了。
特斯拉在2024年5月推出了全新Model Y Long Range RWD（長續航後驅）車型。
2024年5月12日，特斯拉在其网站上针对Model Y推出了促销贷款活动，为5月31日前下订单的电动汽车融资的买家提供0.99%的年利率，贷款期限从36个月到72个月不等。
對於先前的Model Y（Standard Range）RWD車型，Elon Musk最近透露，特斯拉對其進行了軟體鎖定，過去幾個月製造的「260英里」續航的Model Y RWD實際上隱藏了額外40到60英里的續航里程。目前，特斯拉正在等待相關監管批准，預計將以1,500到2,000美元的價格提供續航里程的升級服務。

### 2025年更新
2025年1月10日，特斯拉在中國推出了重新設計的Model Y，並將於3月開始交付。新款Model Y配備全寬燈條作為其日間行車燈和尾燈，以及後座乘客的觸控螢幕。長距離版本的續航里程也從之前的688（428英里）增加至719（447英里）。 由於其他車型的客戶抱怨缺少方向燈桿，因此2025年Model Y更新版保留了傳統的方向燈桿。

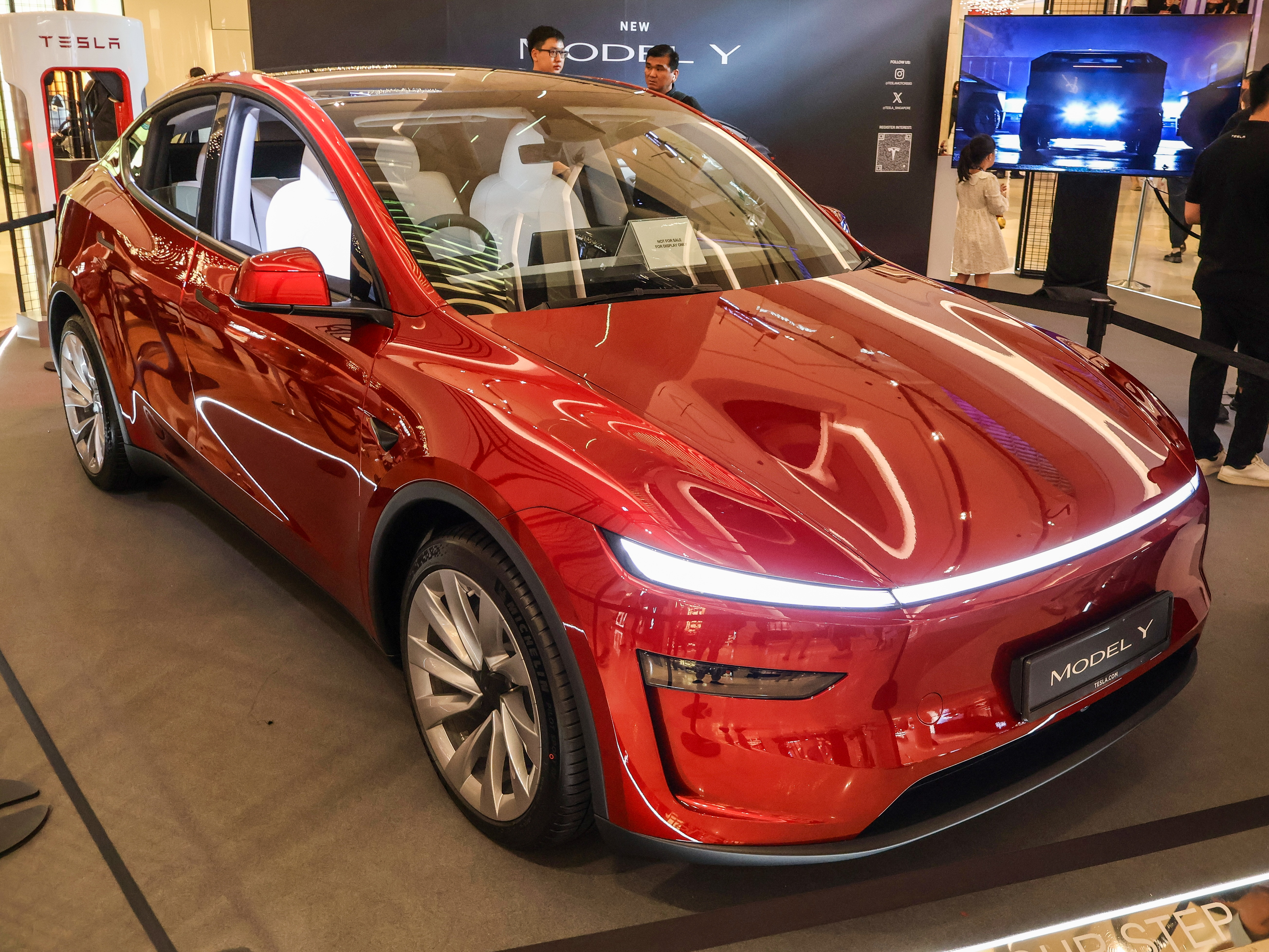
2025年更新
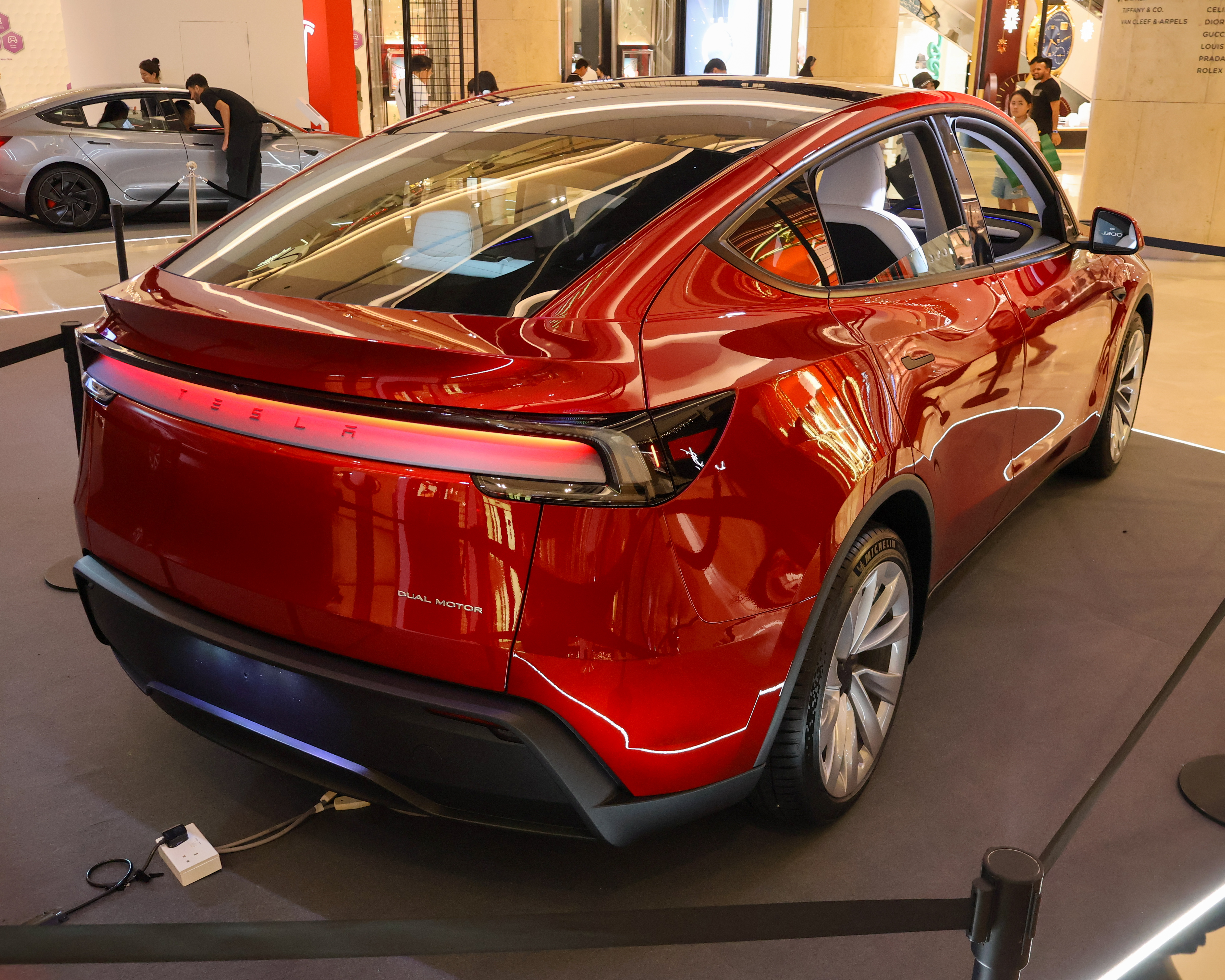
車尾
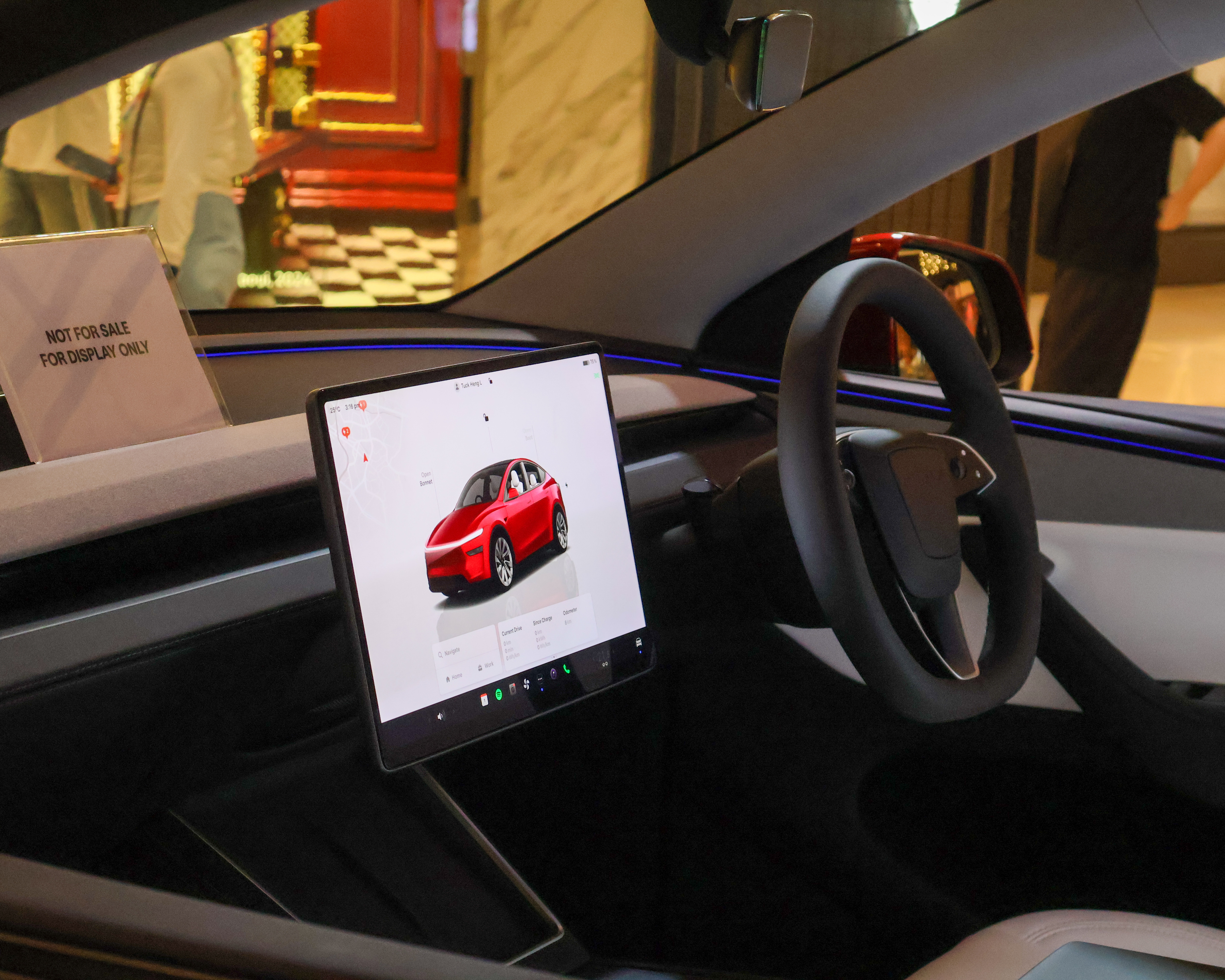
內裝